# SL函館大沼号
SL函館大沼号（SLはこだておおぬまごう）は、北海道旅客鉄道（JR北海道）が2001年（平成13年）4月28日から2014年（平成26年）12月25日まで函館本線函館駅 - 森駅間にて運行していた、蒸気機関車 (SL) 牽引による臨時普通列車である。

## 運行概況
主に、ゴールデンウィーク時期と夏休みの期間限定で1日1往復運行していた。当列車は全席座席指定制でありSL指定席料金を別途支払う必要があった。編成として普通車以外にカフェカーおよび車掌車が連結されていた。各車両には「道南の花」「幕末」「異国情緒」などをテーマにした装飾がされていた。
往路の下り函館発森行き列車は、函館駅を発車後、急勾配のある仁山駅を経由して、大沼・小沼および駒ヶ岳がある大沼国定公園の風景を望みながら森駅に到着していた。
復路の上り森発函館行き列車は、森駅を発車後、往路とは別の砂原支線を経由し、大沼国定公園に加えて内浦湾の風景を望みながら大沼駅に到着後一旦スイッチバックして大沼公園駅まで戻っていた。大沼公園駅発車後は往路と同じルートで函館駅に到着していた。
列車番号は下り列車が全区間9989、上り列車は森 - 大沼間が9990、大沼 - 大沼公園間が9991、大沼公園 - 函館間が9992であった。
冬季期間中は、函館市で開催される「はこだてクリスマスファンタジー」に合わせ、函館 - 大沼公園間で「SLはこだてクリスマスファンタジー号」として運転されていた。車内にはクリスマスの装飾を施し「はこだてクリスマスファンタジー」のパネルも展示されていたほか、客室乗務員もサンタクロースの衣装で乗車していた。
2014年、JR北海道は安全体制の立て直しを図る中で新型の自動列車停止装置 (ATS) を蒸気機関車に搭載するだけの余力がないこと、また、北海道新幹線の開業準備を優先させる必要性があることから、2014年度限りでSLニセコ号やSLはこだてクリスマスファンタジー号とともにSL函館大沼号を廃止する方針であることが明らかとなった。2014年12月の運行をもって、SLはこだてクリスマスファンタジー号とともに終了した。

## 使用車両

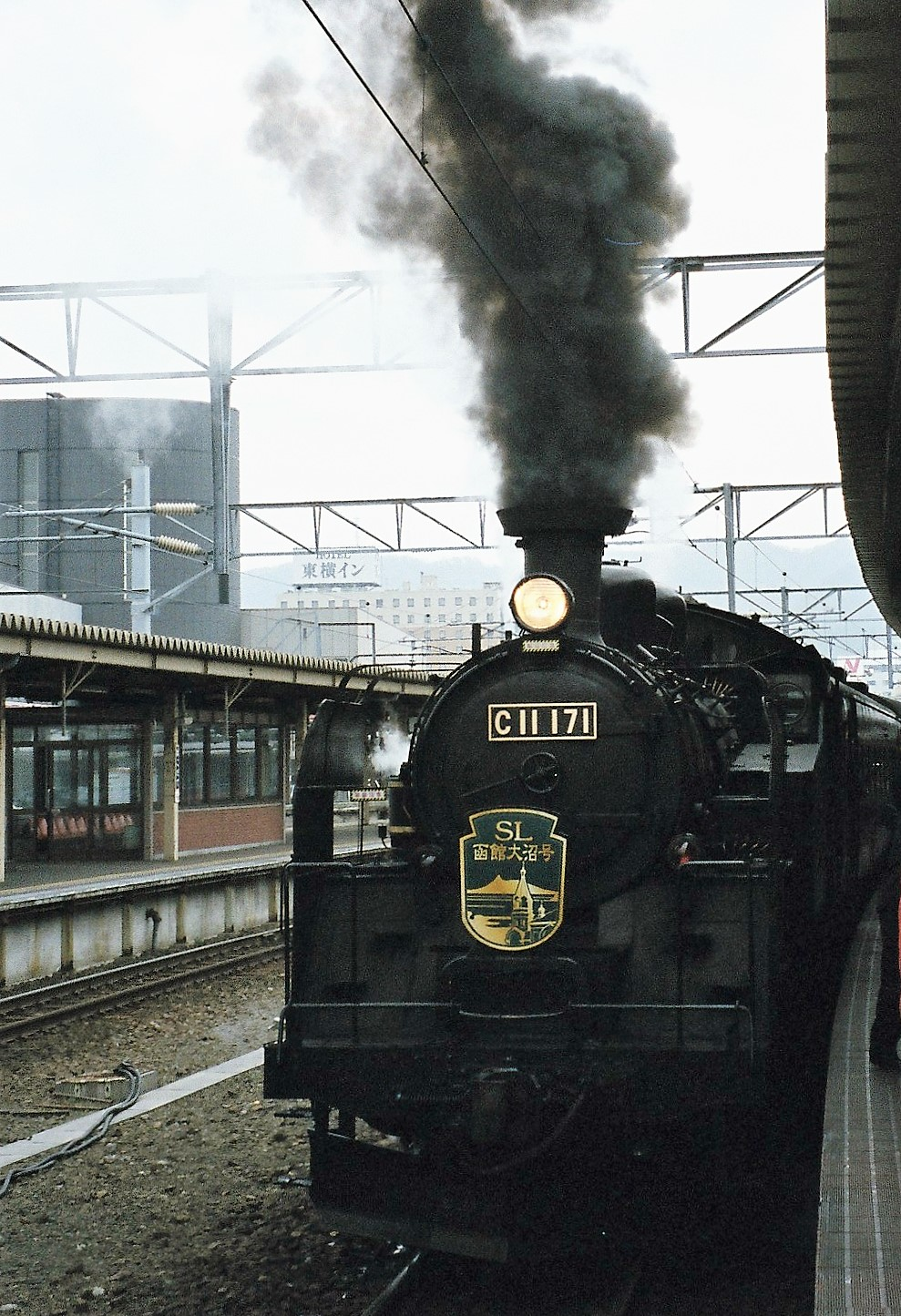
函館駅に停車中のSL函館大沼号（2006年4月30日）

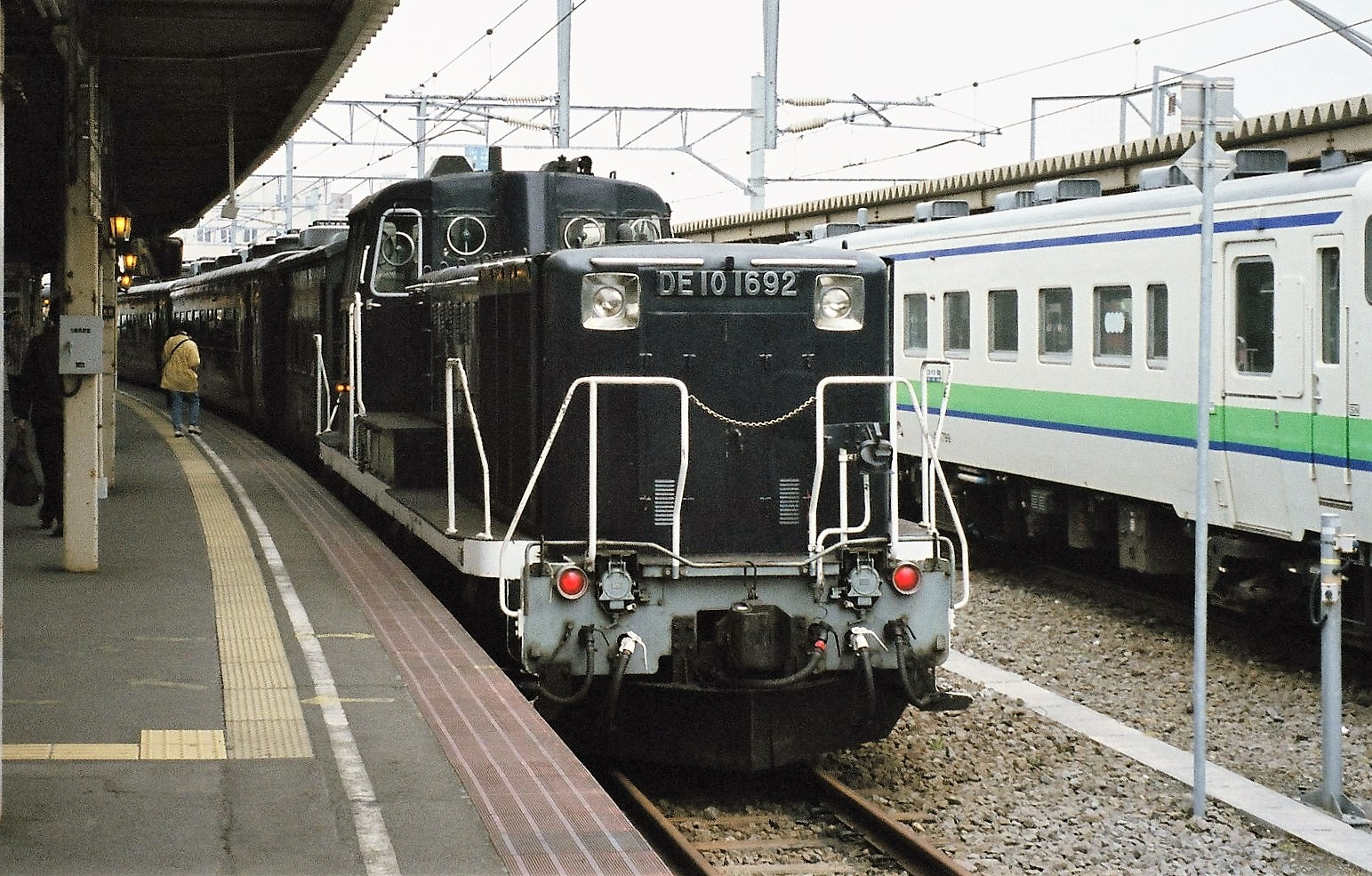
最後尾に連結されるDE10形と車掌車（2006年4月30日、函館駅にて）

### 牽引機関車
旭川運転所所属のC11 171またはC11 207。この2両が重連で運転されたこともあった。森駅に転車台がないため、上り列車ではバック運転（逆機）で客車を牽引していた。

### 補助機関車（補機）
函館運輸所に所属するDE10形が最後尾に連結される。復路の上り列車の大沼 - 大沼公園間では最前部で牽引していた。

### 客車
2003年（平成15年）の夏からはSLすずらん号車両で運転されていた。編成内容は以下のとおり。函館方が1号車。
- 車掌車 - ヨ4350（ヨ3500形）
- 1号車 - オハ14 519（座席車）
- 2号車 - オハ14 526（座席車）
- 3号車 - スハシ44 1（カフェカー）
- 4号車 - スハフ14 505（座席車）

まれにスハフ14 507が増結されることがあった。
2003年（平成15年）の春まではSLニセコ号車両で運転されていた。編成内容は以下のとおり。函館方が1号車。
- 車掌車 - ヨ4350
- 1号車 - スハフ42 2261（座席車）
- 2号車 - オハシ47 2001（カフェカー）
- 3号車 - オハフ33 2555（座席車）
- 4号車 - スハフ42 2071（座席車）

## 停車駅
- 往路 - 下り函館発森行き列車
函館駅 - 五稜郭駅 - 渡島大野駅 - 大沼公園駅 - 森駅
- 復路 - 上り森発函館行き列車
森駅 - 渡島砂原駅 - 鹿部駅 - 流山温泉駅 - （大沼駅） - 大沼公園駅 - 渡島大野駅 - 五稜郭駅 - 函館駅
大沼駅は運転停車。
流山温泉駅（2002年（平成14年）4月27日開業）は、開業年より停車駅であった。
渡島大野駅は、2013年から2014年までは、停車駅であった。

## 担当車掌区
- 函館運輸所

## 車内販売
カフェカーにおいてグッズや弁当、お土産品の販売を行っていた。

## 沿革
- 2001年（平成13年）4月28日 - 運行開始[8]。
- 2009年（平成21年） - 下り函館発森行き列車の七飯 - 大沼間を藤城支線経由から仁山経由に変更。
- 2012年（平成24年）4月30日 - 運行開始より乗車人員が10万人を達成[9]。
- 2014年（平成26年）12月25日 - 『SLはこだてクリスマスファンタジー号』とともに運行終了[10]。『SL函館大沼号』は同年8月10日が最終運行日だった[11]。

## 商標
「SL函館大沼号」は、北海道旅客鉄道が商標として登録していた。
| 登録項目等     | 内容等                                                                                       |
| -------------- | -------------------------------------------------------------------------------------------- |
| 商標           | SL／函館大沼号                                                                               |
| 称呼           | エスエルハコダテオーヌマゴー，エスエル，ハコダテオーヌマゴー，オーヌマゴー，ハコダテオーヌマ |
| 出願番号       | 商願2001-73034                                                                               |
| 出願日         | 2001年(平成13年)7月24日                                                                      |
| 登録番号       | 第4576358号                                                                                  |
| 登録日         | 2002年(平成14年)6月14日                                                                      |
| 権利者         | 北海道旅客鉄道株式会社                                                                       |
| 役務等区分     | 14、21類                                                                                     |
| 存続期間満了日 | 2022年(令和4年)6月14日                                                                       |